# Ligyra orientalis
Ligyra orientalis är en tvåvingeart som först beskrevs av Paramonov 1931.  Ligyra orientalis ingår i släktet Ligyra och familjen svävflugor.
Artens utbredningsområde är Taiwan. Inga underarter finns listade i Catalogue of Life.